# グレイシャー湾

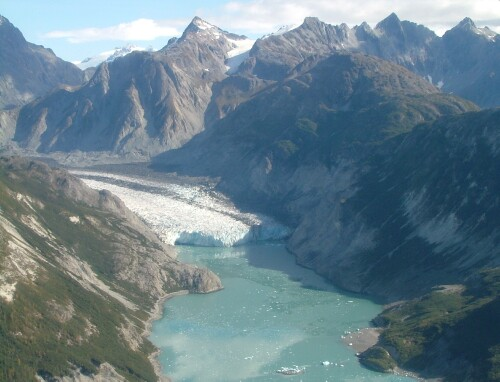
グレイシャー湾内のマクブライド氷河(2004)

グレイシャー湾（グレイシャーわん、英語: Glacier Bay）はアラスカ南部にある湾。直訳すると「氷河の湾」という意味。北西から南東に約105kmあり、二つの半島の間に位置する。幅は5から30kmある。湾およびその周辺はグレイシャーベイ国立公園となっている。1794年ジョージ・バンクーバーがグレイシャー湾南端の氷に閉ざされたアイシー海峡を発見した。
座標: 北緯58度42分 西経136度09分 / 北緯58.700度 西経136.150度